# 文益煥
文 益煥（ムン・イクァン、1918年6月2日 - 1994年1月18日）は、韓国の神学者、詩人。号は晩春。本貫は南平文氏。

## 人物
旧満州間島地域（現・中華人民共和国吉林省延辺朝鮮族自治州）の龍井出身。少年期を尹東柱や宋夢奎らとともに過ごし、太平洋戦争末期に東京の日本東部神学校に留学したが、1945年8月には間島で解放を迎えた。1947年韓国神学大学を卒業し、朝鮮戦争ではアメリカ軍の通訳士官を務めた。1954年プリンストン神学校大学院修了。1970年代まで韓国で長老派教会牧師を務める傍ら、韓神大学校や延世大学校で神学の教授を務め、ヘブライ文学や詩編の研究に従事し、1968年から旧約聖書の翻訳に携わった。
1970年代からは軍事独裁政権に対し、民主化運動や人権運動、南北統一運動を精力的に展開した。1976年には民主救国宣言を起草し、金大中、咸世雄らとともに投獄された。1978年にも朴正煕政権の「維新憲法」を非民主的と批判したことで、再び投獄され、1980年の金大中内乱陰謀事件で被告となり、収監された。1984年には民主統一国民会議（のちの民主統一民衆運動連合）の議長に就任し、1989年に全国民民族民主運動連合常任顧問、1991年に祖国統一汎民族連合南側本部結成準備委員会委員長などを歴任した。
民主化後の1988年に盧泰愚政権が「七・七宣言」により、南北同胞間の相互交流および海外同胞の自由な南北往来を掲げると、翌年には北朝鮮を訪問し、平壌で金日成と会見し、北朝鮮の祖国平和統一委員会と共同声明を発表したが、帰国後には国家保安法違反により逮捕された。
著書に『夢が訪れる夜明け』（1984年）、『獄中日記』（1991年）、詩集『夢を祈る心』（1978年）、『文益煥全集』（1999年）などがある。